# بليك لويد
بليك لويد هو مهندس كندي، ولد في القرن العشرين.